# Els Torms
Els Torms est une commune de la province de Lleida, en Catalogne, en Espagne, de la comarque de Garrigues